# 七贤岭站
七贤岭站是大连地铁1号线的地铁站，位于中华人民共和国辽宁省大连市甘井子区黄浦路与火炬路交叉口南侧地下，于2017年6月7日开通。

## 车站结构
七贤岭站沿黄浦路南北设置，为地下二层岛式站台车站，车站长179.1米，标准段宽18.5米，车站地下一层为站厅层，地下二层为站台层，站台设置全高站台门。车站北侧设有一条存车线。
| 地面              | 出入口 | B1、B2、C出入口                                                                                         |
| 地下一层          | 站厅   | 客服中心、自动售票机、验票机                                                                            |
| 地下二层          | 站台   | \| \| \| █ 1号线往姚家（海事大学） \| \| 島式 · 開左邊车门 \| \| \| \| \| \| █ 1号线往河口（終點站） \| |
|                   |        | █ 1号线往姚家（海事大学）                                                                               |
| 島式 · 開左邊车门 |        | |
|                   |        | █ 1号线往河口（終點站）                                                                                 |

## 车站出口
七贤岭站目前开放3个出口，各出口及周围设施如下所示：
| 出口编号            | 照片 | 出口指示         | 建议前往的目的地                                               |
| ------------------- | ---- | ---------------- | -------------------------------------------------------------- |
| B · 1 · 出口        |      | 黄浦路（西侧）   | 火炬路，大连留学人员创业园，大连海外学子创业园，动漫游产业大厦 |
| B · 2 · 出口        |      | 黄浦路（东侧）   | 假日硅谷小区，新科花园小区                                     |
| C · 出口 · （设有） |      | 黄浦路（西南侧） | 信达街                                                         |
| 图例： 设有         |      |                  |                                                                |

## 接驳交通

### 有轨电车
- 大连有轨电车202路七贤岭地铁站站

### 公交车
- 七贤岭地铁站：3路、28路、28路加车、202路、530路、531路、801路下环、802路、1121路、1121路玉皇顶、2002路、2002路郭水路加车、2002路横山寺加车

## 车站历史
车站建设时期工程名为高新园区站，开通前确定以七贤岭站作为车站正式名称。
- 2012年8月21日，车站主体结构封顶[2]。
- 2017年6月7日，车站随1号线二期通车开通[1]。